# WXwハードコア王座
wXwハードコア王座（ヴェイクスヴェー・はーどこあ・おうざ | wXw Hardcore Championship ― ヴェイクスヴェー・ハードコア・チャンピオンシップ）は、2001年に創設されて2006年に廃止されたウエストサイド・エクストリーム・レスリング（wXw）の王座の一。wXwのハードコア部門を飾った王座であった。

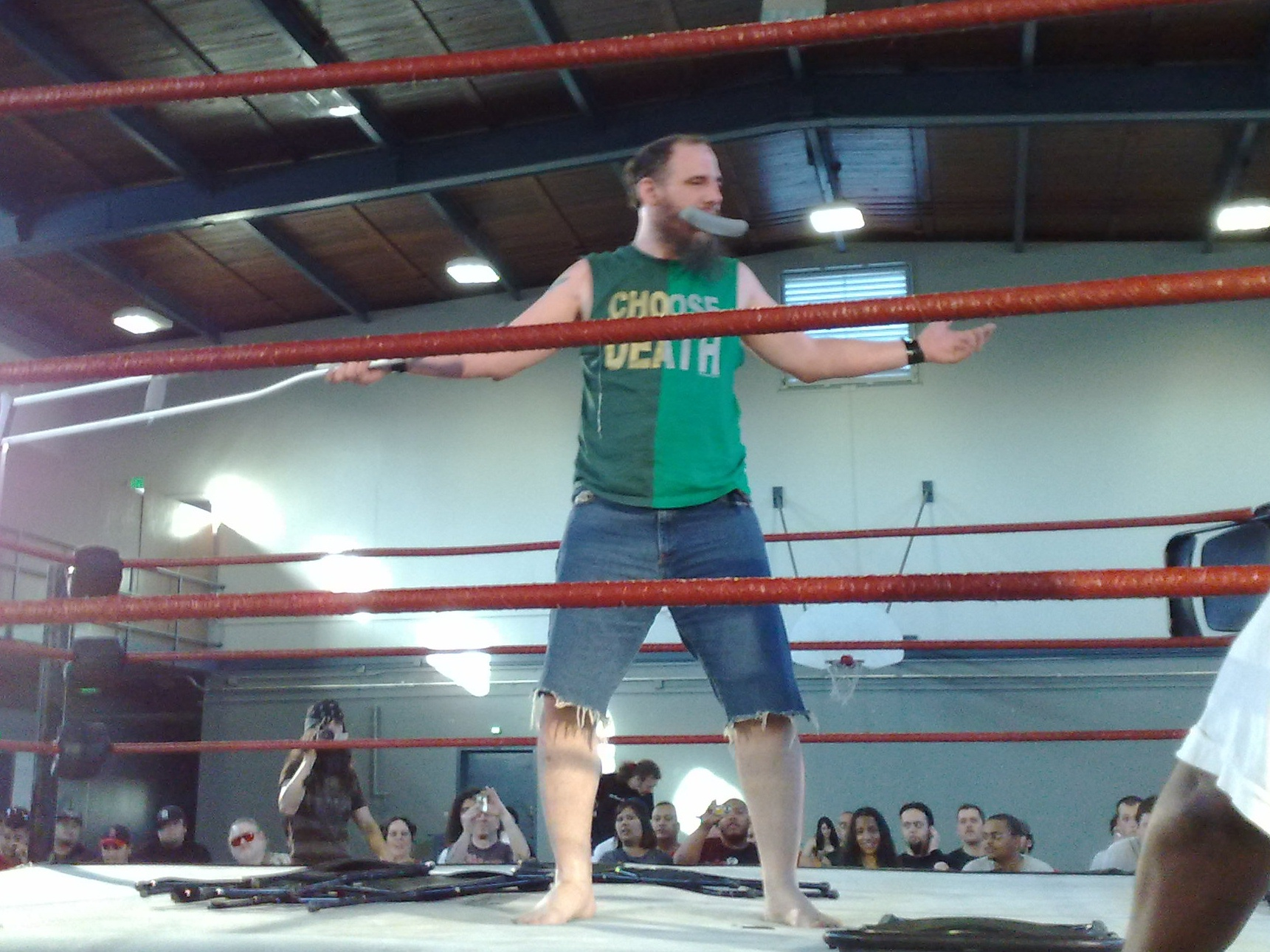
その最終保持者となるに至ったネクロ・ブッチャー

## 歴史
2001年の8月26日にwXwエクストリーム王座（wXw Extreme Championship | ヴェイクスヴェー・エクストリーム・チャンピオンシップ）として産声を上げたこの王座は、さっそくエッセンを舞台にエイジ・クチナワという名のハヤブサに酷似した外観を持つ選手の手へと渡った。
それからニュルンベルクやグレーフェンやオランダのフォールビュルフなどを舞台に20回を超える変動を繰り返しつつ2年の時を経て、2003年の12月27日にwXwドイッチェ・マイスターシャフト・デァ王座(Deutsche Meisterschaft der wXw Championship)と名を変え、更に翌2004年の12月11日をもってwXwハードコア王座と名を変えた。
2004年の8月から12月に掛けて一時的に空位へ。 2006年にはイアン・ロッテンの保持下にあったところをネクロ・ブッチャーが米国インディアナ州のIWAミッドサウスのリングで獲得。
そしてこの年の8月―当局からの干渉によってwXwのハードコア部門の維持が不可能になってしまったことから、第30代目保持者のネクロ・ブッチャーの手へ渡ったまま、そのおおよそ5年の歴史に終幕が訪れる運びとなった。

## 歴代王者
| 獲得者               | 回 | 獲得日         | 場所                                           |
| -------------------- | -- | -------------- | ---------------------------------------------- |
| エイジ・クチナワ     | 1  | 2001年8月26日  | ドイツエッセン                                 |
| ペーター・ボイェッツ | 1  | 2002年2月3日   | ドイツニュルンベルク                           |
| マッドマン・ポンド   | 1  | 2002年2月3日   | ドイツニュルンベルク                           |
| ヘイト               | 1  | 2002年2月3日   | ドイツニュルンベルク                           |
| シグマスタ・ラッポ   | 1  | 2002年5月8日   | ドイツグレーフェン                             |
| ヘイト               | 2  | 2002年5月8日   | ドイツグレーフェン                             |
| シグマスタ・ラッポ   | 2  | 2002年5月8日   | ドイツグレーフェン                             |
| ヘイト               | 3  | 2002年5月18日  | ドイツエッセン                                 |
| シグマスタ・ラッポ   | 3  | 2002年5月18日  | ドイツエッセン                                 |
| リック・バックスター | 1  | 2002年5月18日  | ドイツエッセン                                 |
| ヘイト               | 4  | 2002年5月18日  | ドイツエッセン                                 |
| マッド・コウ         | 1  | 2002年5月18日  | ドイツエッセン                                 |
| ヘイト               | 5  | 2002年6月8日   | オランダフォールビュルフ                       |
| リック・バックスター | 2  | 2002年6月29日  | ドイツエッセン                                 |
| シグマスタ・ラッポ   | 4  | 2002年6月29日  | ドイツエッセン                                 |
| クレオパトラ         | 1  | 2002年6月29日  | ドイツエッセン                                 |
| ヘイト               | 6  | 2002年6月29日  | ドイツエッセン                                 |
| ザ・サンドマン       | 1  | 2003年4月19日  | ドイツエッセン                                 |
| D'n'A                | 7  | 2003年4月19日  | ドイツエッセン                                 |
| マッド・コウ         | 2  | 2003年4月19日  | ドイツエッセン                                 |
| サムタック・ジャック | 1  | 2003年4月19日  | ドイツエッセン                                 |
| アレックス・ペイン   | 1  | 2003年12月27日 | ドイツエッセン                                 |
| エミル・シトゥシ     | 1  | 2004年8月21日  | ドイツエッセン                                 |
| ヘイト               | 8  | 2004年12月11日 | ドイツエッセン                                 |
| マッド・コウ         | 3  | 2005年5月29日  | ドイツエッセン                                 |
| バイオレント・トム   | 1  | 2005年5月29日  | ドイツエッセン                                 |
| ヘイト               | 9  | 2005年6月18日  | ドイツエッセン                                 |
| アイスマン           | 1  | 2005年10月2日  | ドイツエッセン                                 |
| イアン・ロッテン     | 1  | 2006年1月29日  | ドイツエッセン                                 |
| ネクロ・ブッチャー   | 1  | 2006年4月21日  | アメリカ合衆国インディアナ州プレインフィールド |
| 廃止                 |    | 2006年8月1日   |                                                |